# Paradella crespa
La paradella crespa, llengua de bou o agrella (Rumex crispus) és una planta herbàcia del gènere Rumex, de la família Polygonaceae. Se'n coneixen diverses propietats medicinals. El seu rizoma o arrel i les fulles tenen activitat laxant suau, i pot prevenir els constipats i curar afeccions dermatològiques. Va tenir un elevat ús popular, ja des de fa molts anys, tot i que avui en dia no s'utilitza gaire i comença a estar en desús.

## Etimologia
La paradella crespa pertany a la família de les poligonàcies i una espècie pròxima a ella és Rumex obtusifolius. També s'anomena popularment llengua de bou, acedera, agrella, arengada de porc, remenguera, remeneguera, oma i romaril. La seva etimologia es basa en el nom genèric del llatí Rumex, el qual indica la forma de la fulla, mentre que el nom genèric indica la característica aspra i crespa de la fulla, provinent del llatí crispus, que igualment es pot aplicar a un terreny (un turó cresp, una pedra crespa).

## Ecologia i hàbitat
Aquesta planta és nativa d'Àsia i és cosmopolita i subcosmopolita. Es troba en zones temperades i tropicals d'arreu del món.
Es troba a Barcelona, Girona, Lleida, Tarragona i a les Illes Balears en herbassars nitròfils, sobre sòl humit i marges de cursos d'aigua. És una herba robusta que no pot viure en llocs secs i molt càlids ni en zones on la temperatura sigui molt baixa.

## Descripció

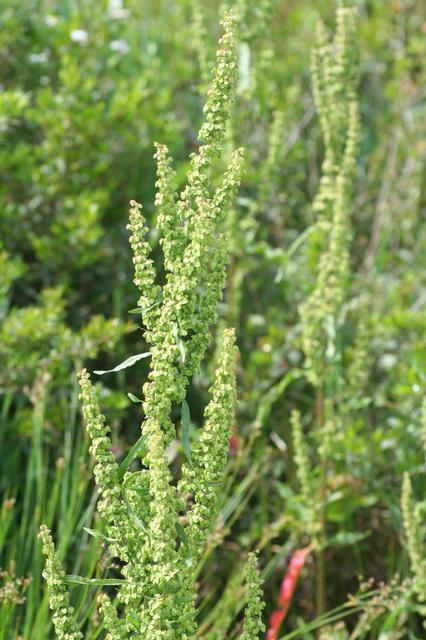
Inflorescència de la paradella crespa

La paradella crespa és una planta hemicriptòfita hermafrodita o unisexual.
Mesura de 50 cm a 1,2 m d'alçada; normalment no sobrepassa l'alçada d'un metre, i és per això que el podem considerar arbust.
La seva rel és fasciculada i pivotant. És de color groguenc-ataronjat i mesura fins a 30 cm de llarg i, a més, està proveïda de diverses arrels adventícies les quals solen ser molt gruixudes.
La tija és herbàcia i la seva ramificació és simpòdica. També té ratlles longitudinals i és simple o amb ramificacions en la part superior
Les fulles són lobulades i de disposició alterna. Les fulles basals són peciolades, amb el limbe ovat-lanceolat i base acanalada o arrodonida i les caulinars presenten un pecíol curt o bé són sèssils. Les fulles superiors són més reduïdes.
Ni les fulles ni la tija presenten pilositat
La inflorescència és de panícula laxa. Té flors verticil·lades disposades en panícules denses, estretes, ascendents, i de 10 a 50 cm de llarg.
El periant està format per sis peces; les externes són patents i les internes o valves erectes són tubercúlides i acrescents en la fructificació. El seu color pot ser verd-blanc o rosat i sol florir a partir de l'abril.

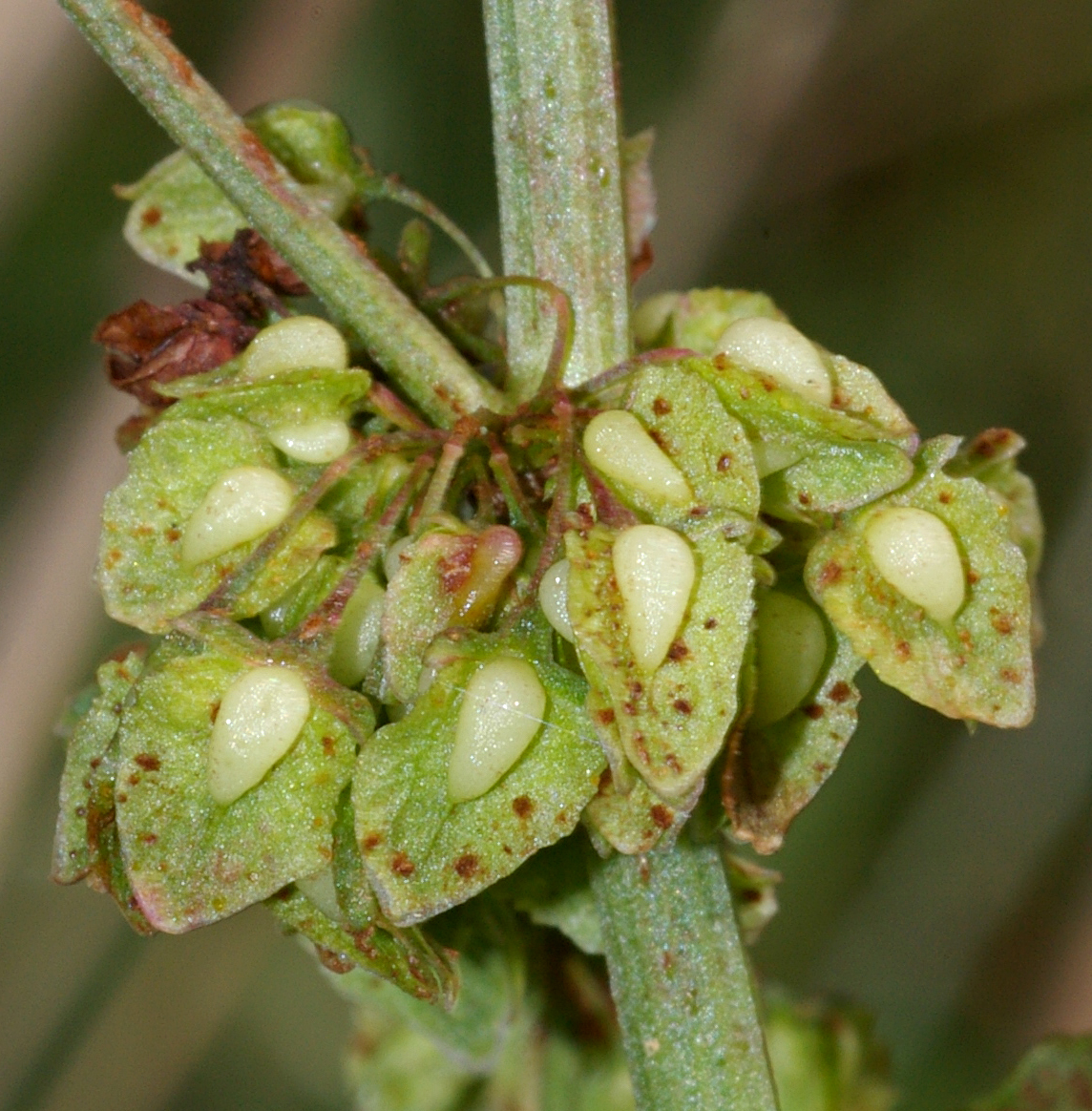
Flors de la paradella crespa

L'androceu està format per 7-8 estams oposipètals, de difícil visualització.
El gineceu presenta un ovari lliure, ovoide que dona lloc posteriorment al fruit 
El fruit és un petit aqueni envoltat per valves internes: té el contorn ovat de 2-3 mm de llarg i 0.9-1,7 mm d'ample. El seu color és castany o castany fosc i prové d'un únic carpel (és unicarpelar)

## Farmacologia i ús
Se n'empraven les llavoretes com a colorant per a obtenir el groc de canari.

### Part utilitzada
La droga de la planta es troba en l'arrel i s'utilitza, per tant, el rizoma, que és la part fresca de l'arrel, que sol ser la més jove. També es poden utilitzar les fulles, que tenen el mateix efecte farmacològic.

### Composició química
Conté diversos principis actius, els quals donen lloc a l'efecte farmacològic i a les propietats de la droga:
- - oxalats i àcid oxàlic (fins al 25%)
  - antraquinones (emodines)
  - Traces d'olis essencials
  - tanins (7-15%)
  - sals de Ferro (1,5%)
  - flavonoides, com el catecol, quercitrina, vitexina.
  - vitamina C

La presència d'aquests elements ens indica que la planta té activitat biològica medicinal.

### Usos medicinals
S'utilitza per al tractament de restrenyiment crònic, anèmia, en individus amb defenses escasses i també per tractament de diarrea.

### Accions farmacològiques/propietats
és antianèmic, remineralitzant cicatritzant, vitamínic, expectorant, estimulant de les defenses orgàniques, i també es pot atribuir l'acció de diurètic. Pel seu contingut en derivats antraquinònics hauria de presentar acció laxant suau, en canvi pel seu contingut en tanins també pot ésser utilitzat com astringent (antidiarreic) i, de fet, aquesta és la seva principal aplicació popular, a més d'hemostàtic local.

### Toxicitat
És lleugerament tòxica. Aquesta planta pot ser tòxica per al ramat i causa dermatitis a individus susceptibles. Pot ocasionar diarrea lleu i no ha de ser administrada a persones que estiguin prenent medicaments per disminuir el calci en sang.A més, no és recomanable la seva presa en dones embarassades. No utilitzar aquest remei en persones amb arrítmies, insuficiència cardíaca o hepàtica o renal, ja que pot provocar litiasi oxàlica, pel seu contingut en oxalats. També cal evitar la seva ingestió alimentària, puix que les intoxicacions se solen presentar com un quadre gastroentèric.

## Observacions
Es poden utilitzar d'1 a 2 ml de tint de llengua de vaca uns tres cops al dia. També es pot bullir una o dues cullerades de te d'arrel de llengua de vaca i prendre tres cops al dia. Aquests preparats s'utilitzen fonamentalment com a laxants, ja que té petites quantitats de glicòsids d'antraquinona que afavoreixen aquest efecte. Aquesta s'utilitza també en l'herbolari tradicional per estimular la producció de bilis i així ajudar a tenir una bona digestió.A més, l'arrel d'aquesta planta s'utilitza també en tractaments homeopàtics; s'agafa el seu rizoma fresc amb finalitat de curar la bronquitis i les afeccions gastrointestinals acompanyades de diarrea.
Segons el material bibliogràfic, s'ha utilitzat Rumex crispus com a medicament des de l'edat mitjana.